# Yokosuka MXY-7
El Yokosuka MXY-7 Ohka 桜花 (flor de cerezo?) fue un avión cohete de un solo uso, creado por Japón exclusivamente para ser usado por pilotos suicidas kamikaze cerca del final de la Segunda Guerra Mundial. Los combatientes estadounidenses le pusieron el apodo de baka, que en japonés significa tonto o estúpido.

## Características

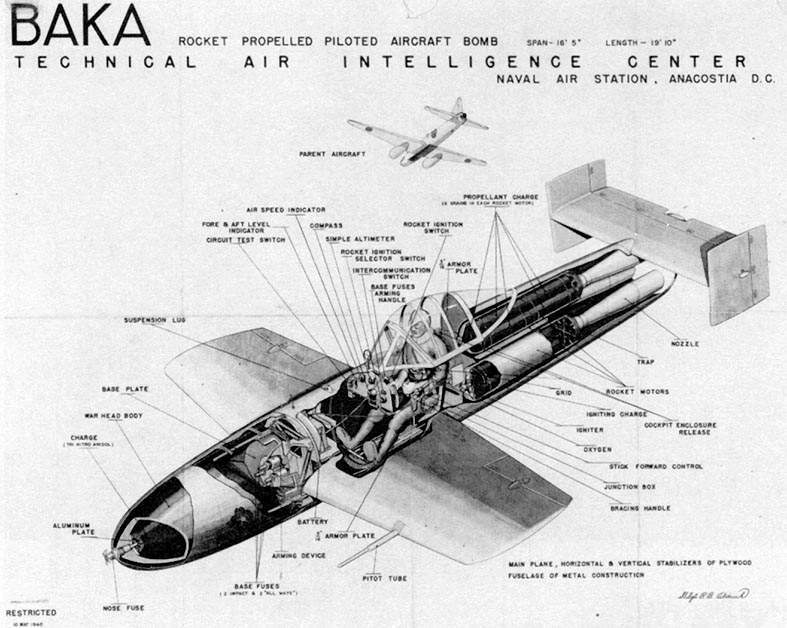
Diagrama detallado del interior de un Okha.

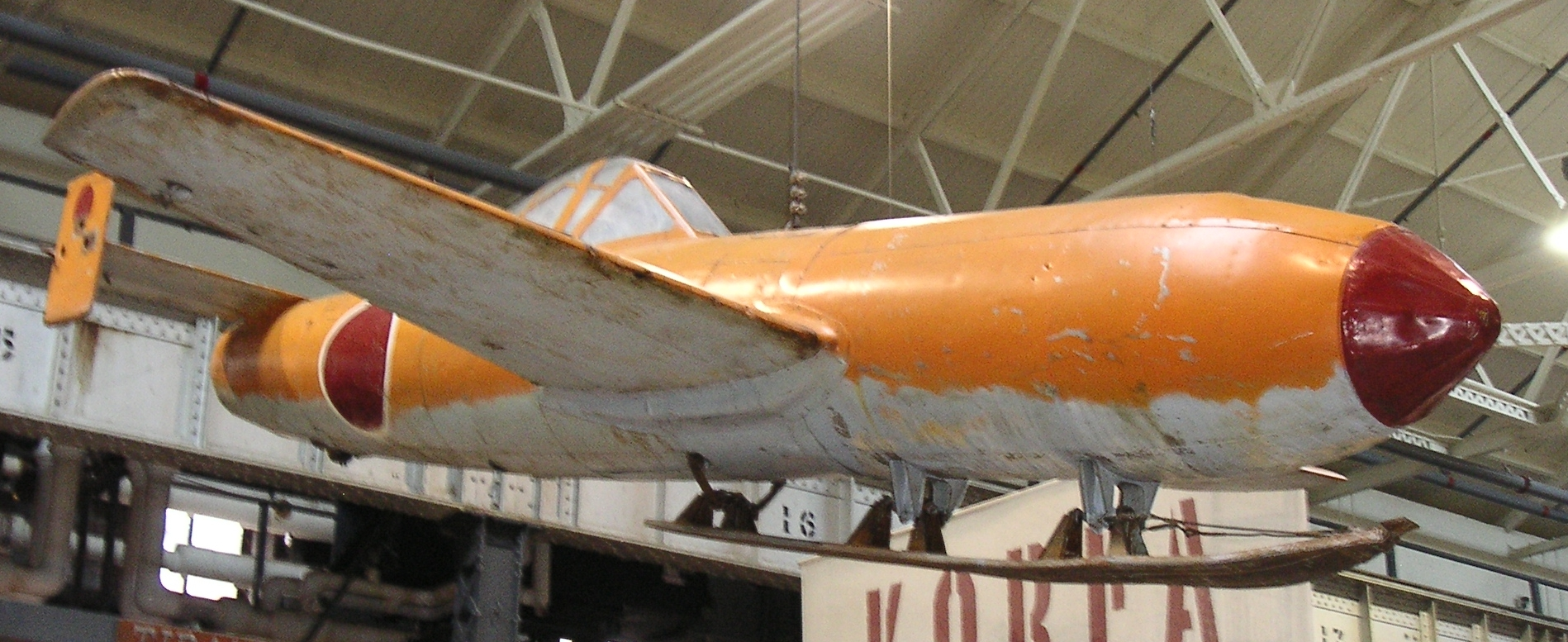
El K-1 Okha de entrenamiento del Museo Nacional de la Armada de los Estados Unidos.

Se trataba de una pequeña bomba volante tripulada, capaz de ser transportada por un bombardero Mitsubishi G4M "Betty", un Yokosuka P1Y Ginga "Frances" (Tipo 22) o por el nuevo Nakajima G8N Renzan "Rita" hasta las cercanías de su objetivo. El primero grupo de kamikazes tripulantes de Okha fue el 721o. con base en Takao, Taiwán.  
Tras ser liberado del avión guía, el retorno era imposible, el piloto debía planear para tras seleccionar un blanco, encender uno a uno los tres motores cohete y picar contra el mismo. La aproximación final era imparable, especialmente para los Tipo 11, debido a la enorme velocidad alcanzada, llegando en una ocasión a atravesar el buque de banda a banda y estallando fuera del mismo. Versiones posteriores fueron diseñadas para ser lanzadas desde bases costeras y cavernas, e incluso desde submarinos equipados con catapultas, aunque ningún Ohka fue empleado de este modo. 
El entrenamiento se hacía en una versión de planeo sin cohetes, que tenía la capacidad de aterrizar usando un patín instalado en su parte inferior delantera. Existían versiones monoplaza y biplaza. 
Si el piloto conseguía el aterrizaje, se daba por finalizado el entrenamiento básico. La comunicación entre el piloto kamikaze y el avión guía se hacía mediante un aparato Morse. El piloto una vez instalado no tenía posibilidad de salirse de la cabina, ya que se sellaba desde fuera. Los mandos eran sumamente simples, se podía controlar el avión con una palanca de mando, no tenía radio, tenía velocímetro, compás, indicador de horizontalidad y en su costado izquierdo tenía una botonera que le permitía encender los cohetes.
El proyecto Ohka no pudo alcanzar todo su mortífero potencial. Los Ohka tuvieron poco éxito en el campo de batalla, debido a que los bombarderos que los transportaban eran blancos lentos y fáciles de derribar para los cazas estadounidenses.
El portaaviones Shinano en su primer y último viaje transportó en su interior 50 de estos aviones cohete desde Yokosuka a Kure. El Shinano fue hundido el 29 de noviembre de 1944.

## Eficacia militar

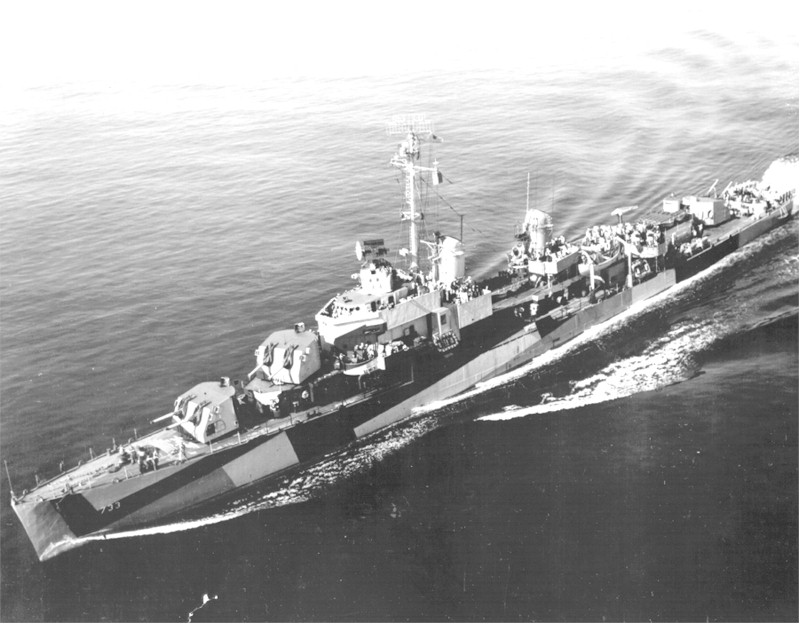
El destructor de escolta USS Mannert L. Abele en agosto de 1944.

Tan solo 7 barcos estadounidenses sufrieron daños diversos por parte de los Ohka, entre los barcos alcanzados por el Ohka estaban el USS Stanly que fue literalmente atravesado de banda a banda y el USS Mannert L. Abele que fue el único navío estadounidense efectivamente hundido en el transcurso final de la guerra por un Okha el 12 de abril de 1945 al norte de la isla de Okinawa con 83 marinos fallecidos.

## Legado en la cultura popular
Los pilotos, miembros de la Jinrai Butai (Cuerpo del Dios del Trueno) o del 721 grupo, son honrados actualmente en el Parque Ohka de la ciudad de Kashima, en monumentos en la ciudad de Kanoya, Kamakura (en el Kenchō-ji) y en el Santuario Yasukuni de Tokio. Yoshinori Kobayashi, uno de los más famosos mangakas de Japón, muestra a los kamikaze como ejemplo de los valores que se han perdido en el Japón moderno.

## Tipos

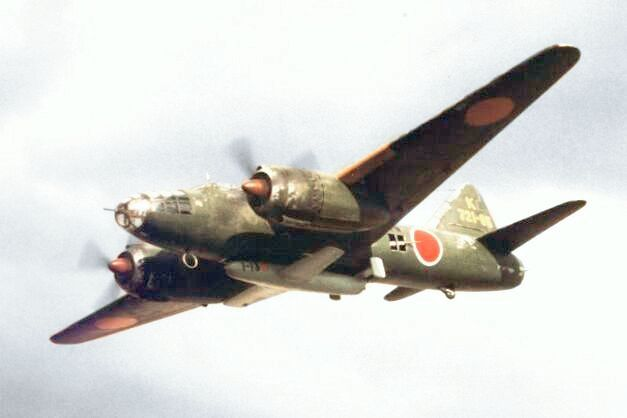
Yokosuka MXY-7 transportado por un G4M.

### Versiones operativas
- Kugisho/Yokosuka MXY-7 "Ohka" Tipo 11 Atacante Suicida propulsado por cohete.  852 construidos.

### Versiones no operativas
- Kugisho/Yokosuka "Ohka" Tipo 21 Atacante Suicida propulsado por cohete. Alas de acero, un ejemplar.
- Kugisho/Yokosuka "Ohka" Tipo 22 Atacante Suicida propulsado por termorreactor. 50 construidos.
- Kugisho/Yokosuka "Ohka" Tipo 33 Atacante Suicida propulsado por turborreactor.  Versión para ser lanzado desde un G8N.
- Kugisho/Yokosuka "Ohka" Tipo 43A Ko Atacante Suicida propulsado por turborreactor. Versión para ser lanzado desde submarinos.
- Kugisho/Yokosuka "Ohka" Tipo 43B Otsu Atacante Suicida propulsado por turborreactor. Versión para ser lanzado desde cuevas.
- Kugisho/Yokosuka "Ohka" Tipo 53 Atacante Suicida propulsado por turborreactor. Versión de planeo remolcado.

### Entrenadores
- Kugisho/Yokosuka "Ohka" K-1 Entrenador de ataque suicida.
- Kugisho/Yokosuka "Ohka" K-1 Kai Entrenador de ataque suicida.

## Especificaciones (Tipo 11)

### Características generales
- Tripulación: Uno (piloto)
- Longitud: 6,1 m (20 ft)
- Envergadura: 5,1 m (16,7 ft)
- Altura: 1,2 m (3,9 ft)
- Superficie alar: 6 m² (64,6 ft²)
- Peso vacío: 440 kg (969,8 lb)
- Peso cargado: 2140 kg (4716,6 lb)
- Planta motriz: 3× cohetes de propergol sólido Type 4 Mark 1 Model 20.
  - Empuje normal: 2,6 kN (265 kgf; 585 lbf) de empuje cada uno.

### Rendimiento
- Velocidad nunca excedida (Vne): 1064. km/h
- Velocidad máxima operativa (Vno): 805 km/h (500 MPH; 434 kt) (1040 km/h al picar con los 3 motores activados)
- Alcance en combate: 36 km (19 nmi; 22 mi)
- Carga alar: 356 kg/m² (72,9 lb/ft²)
- Empuje/peso: 0,38

### Armamento
- Otros: 

  - Ojiva de 1.200 kg de amonal